# Jorge Antonio Bergés
Jorge Antonio Bergés (Avellaneda, 27 de agosto de 1942), es un exmédico de la Policía de la provincia de Buenos Aires, Argentina condenado por delitos de lesa humanidad cometidos durante la última dictadura cívico eclesiástica militar.

## Delitos
Implicado en el terrorismo de Estado en Argentina en las décadas de 1970 y 1980, participaba directamente en las torturas, como en el caso de Jacobo Timerman, a quien le sostenía la lengua, y le impedía la mordida, para que no se ahogara mientras lo torturaban. Era responsable de los partos de las secuestradas embarazadas, entre las que se encuentra Silvia Isabel Valenzi, que continúa desaparecida. Había sido condenado por la Cámara Federal a seis años de prisión por ser autor de cuatro aplicaciones de tormentos, saliendo luego en libertad por la ley de Obediencia Debida.
Adriana Calvo reconoció a Bergés en 1984 como quien la maltrató en el Pozo de Banfield después de que Calvo pariera en el auto que la llevaba de la Comisaría Quinta de La Plata, a ese centro clandestino de detención. El hombre le obligó a limpiar la placenta y el piso de la sala en la que la colocaron al llegar al lugar. Calvo relató el nacimiento de su hija Teresa y los partos de otras detenidas que siguen desaparecidas. Entre ellos, los de Isabella Valenzi, Elena de la Cuadra y Eloísa Castellini. “Me impresionó cuando me contaron que Eloísa había tenido su bebé en el suelo del pasillo. Yo creía que lo mío había sido lo peor, pero le dije a ella que lo suyo era peor. Me acuerdo que me dijo: ‘Adriana, no te equivoqués, a mi hija la recibió una compañera’”, relató Calvo. La directora del Banco Nacional de Datos Genéticos, Ana María Di Lonardo ratificó el análisis que estableció que María de las Mercedes Fernández era en realidad Carmen Sanz. Estela de Carlotto, la presidenta de Abuelas de Plaza de Mayo, llevó a juicio una lista con más de quince casos de nacimientos clandestinos en los que tuvieron responsabilidad Etchecolatz y Bergés.

## Condena
En marzo de 2004, Bergés fue condenado junto al ex comisario Miguel Etchecolatz a siete años de prisión por la apropiación y supresión de identidad de Carmen Gallo Sanz, una hija de desaparecidos que nació en el Pozo de Banfield. Con ese juicio se aplicó por primera vez sentencia contra los represores que no fueron los apropiadores directos de un menor secuestrado durante la última dictadura. Bergés había firmado el acta falsa de nacimiento de Carmen Gallo Sanz y personalmente entregó la beba a un matrimonio de civiles que la crio. Pero aquellos no son los únicos casos de violaciones a los derechos humanos en los que está involucrado Bergés. El represor fue señalado por numerosos sobrevivientes, no solo por asistir a los partos de mujeres cuyos hijos fueron luego apropiados sino también por supervisar en persona sesiones de tortura.
Como había sido arrestado en el 2001, el médico represor fue excarcelado en 2004 pero volvió a prisión, acusado de los delitos de privación ilegal de la libertad y aplicación de tormentos.
La causa sobre el Primer Cuerpo de Ejército (que abarcó la Capital Federal, parte de la provincia de Buenos Aires y La Pampa) fue reabierta por la Cámara Federal luego de que el Congreso de la Nación Argentina anulara las leyes de Punto Final y Obediencia Debida. En ese expediente hay más de treinta represores presos y el juez, además, declaró la inconstitucionalidad de los indultos realizados por Carlos Menem que beneficiaron a los altos jefes militares.

## Atentado
El 4 de abril de 1996 fue baleado por dos personas a metros de su casa de Quilmes y sobrevivió a 20 balazos. La ORP se adjudicó el atentado. Ante la jueza María Servini de Cubría, Adrián Krmpotic, de 33 años, confesó ser el autor de los balazos. Reveló que, cuando le apuntó, el represor usó como escudo humano a su esposa.